# Norra Åsarps socken
Norra Åsarps socken i Västergötland ingick i Redvägs härad och till 1891 även i Frökinds härad, och är sedan 1974 en del av Falköpings kommun, från 2016 inom Åsarps distrikt.
Socknens areal är 38,85 kvadratkilometer varav 38,58 land. År 1950 fanns här 864 invånare.  Tätorten Åsarp med Ekehagens forntidsby och sockenkyrkan Åsarp-Smula kyrka ligger i socknen. 

## Administrativ historik
Socknen har medeltida ursprung. Före den 1 januari 1886 (ändring enligt beslut den 17 april 1885) var namnet Åsarps socken. Före 1891 ingick en del av socknen, Hög, i Frökinds härad i Skaraborgs län. 
Vid kommunreformen 1862 övergick socknens ansvar för de kyrkliga frågorna till Åsarp församling och för de borgerliga frågorna bildades två landskommuner Åsarps landskommuner i Älvsborgs och i Skaraborgs län där den senare uppgick i den förra 1891. Landskommunen uppgick 1952 i Redvägs landskommun som upplöstes 1974 då denna del uppgick i Falköpings kommun och området övergick samtidigt till Skaraborgs län. Församlingen uppgick 1992 i Åsarp-Smula församling som 1998 uppgick i Åsarps församling.
1 januari 2016 inrättades distriktet Åsarp, med samma omfattning som Åsarps församling fick 1998, och vari detta sockenområde ingår.
Socknen har tillhört län, fögderier, tingslag och domsagor enligt vad som beskrivs i artikeln Redvägs härad. De indelta soldaterna tillhörde Älvsborgs regemente, Redvägs kompani och Västgöta regemente, Laske och Vartofta kompanier.

## Geografi
Norra Åsarps socken ligger söder om Falköping kring Ätran. Socknen är en odlingsbygd kring Ätran.

## Fornlämningar
Från bronsåldern finns gravrösen, skålgropsförekomster och stensättningar. Från järnåldern finns gravfält och resta stenar. Fyra runristningar har påträffats.

## Namnet
Namnet skrevs 1376 Asathorppa och kommer från kyrkbyn. Namnet innehåller mansnamnet Ase alternativt ås och torp, nybygge'. Kyrkan ligger vid flera långsträckta höjder.